# 한국정맥경장영양학회
한국정맥경장영양학회(Korean Society for Parenteral and Enteral Nutrition)은 대한민국의 의사, 영양사, 약사, 간호사 등이 모여서 이룬 병원 입원 환자를 대상으로 임상영양학을 연구하는 학술 단체이다. 2001년 창립되어 매년 1회의 영양집중지원팀(Nutritional Support Team) Workshop 및 8월 정기 학술대회를 개최하고 있으며, 대한민국 의료기관의 영양집중지원팀 인증평가 사업, 임상영양학 관련 임상 지침 및 가이드라인, 논문집 발간 등의 사업을 펼치고 있다.